# سنوري جودينسون
سنوري جودينسون مواليد 17 أكتوبر 1981 في ريكيافيك، هو لاعب كرة يد أيسلندي يلعب كوسط مدافع. مثل منتخب آيسلندا لكرة اليد. شارك في دورة الألعاب الأولمبية الصيفية سنة 2004.

## المسيرة الاحترافية
لعب مع نادي فالور في سنة 2003، ثم انضم إلى نادي مندن لكرة اليد في الدوري الألماني من سنة 2005 إلى 2007، ثم انضم إلى نادي جوج لكرة اليد في الدوري الدنماركي من سنة 2007 إلى 2009، ثم لعب مع نادي جوج لكرة اليد من سنة 2012 إلى 2014، ثم انضم إلى نادي سيليستات ألزاس لكرة اليد في الدوري الفرنسي في موسم 2014–2015.

## سجل المنافسة
شارك في البطولات التالية:
- بطولة العالم لكرة اليد للرجال 2015
- بطولة أوروبا لكرة اليد للرجال 2014
- بطولة أوروبا لكرة اليد للرجال 2016
- الألعاب الأولمبية الصيفية 2012

## الميداليات
| الميدالية | المسابقة                           |
| --------- | ---------------------------------- |
| فضية      | الألعاب الأولمبية الصيفية 2008     |
| برونزية   | بطولة أوروبا لكرة اليد للرجال 2010 |

## روابط خارجية
- سنوري جودينسون على موقع الاتحاد الأوروبي لكرة اليد (الإنجليزية)
- سنوري جودينسون على موقع اللجنة الأولمبية الدولية (الإنجليزية)
- سنوري جودينسون على موقع أوليمبيديا (الإنجليزية)